# Asyneuma ilgazense
Asyneuma ilgazense là loài thực vật có hoa trong họ Hoa chuông. Loài này được Yildiz & Kit Tan mô tả khoa học đầu tiên năm 1988.